# Masurca
Masurca – francuski morski kierowany przeciwlotniczy pocisk rakietowy (klasy woda-powietrze), średniego zasięgu, używany od lat 60. XX wieku.

## Historia
Prace nad własnym morskim systemem przeciwlotniczym Masurca podjęto we Francji w połowie lat 50. Nazwa była skrótowcem od MArine SUpersonique Ruelle Contre-Avions – morski ponaddźwiękowy pocisk przeciwlotniczy, opracowany w Ruelle. Konfiguracja dwustopniowego pocisku była wzorowana na amerykańskim RIM-2 Terrier. Pocisk wszedł do służby wraz z niszczycielem „Suffren” w 1967 roku. Ogółem w te pociski wyposażono tylko dwie fregaty (niszczyciele) typu Suffren i przebudowany w latach 1971-72 krążownik „Colbert”. Planowano uzbrojenie w wyrzutnię pocisków Masurca krążownika śmigłowcowego „Jeanne d’Arc”, lecz zrezygnowano z tego.
Użytkowane były dwie odmiany pocisku: Mk 2 Mod 2, zdalnie kierowana w wiązce prowadzącej, a następnie Mk 2 Mod 3, samonaprowadzająca się półaktywnie na cel podświetlony radarem. Wersja Mod 2 została wycofana ze służby w 1975 roku.
W latach 1981–82 na krążowniku „Colbert”  prowadzono prace nad zwiększeniem zasięgu systemu do ponad 60 km.

## Opis
Główną częścią systemu jest dwustopniowy pocisk rakietowy na paliwo stałe, osiągający prędkość około Ma 3. Pocisk zdalnie kierowany w wiązce prowadzącej (Mk 2 Mod 2) lub samonaprowadzający się półaktywnie radarowo (Mk 2 Mod 3). Zapas pocisków w magazynie wynosi 48 sztuk.
Pocisk zasadniczy (drugi stopień) ma długość 5,38 m i średnicę 0,406 m, a stopień startowy długość 3,32 m i średnicę 0,57 m. Pocisk ma rozpiętość stateczników 0,77 m, a stopień startowy 1,5 m. Masa pocisku wynosi 950 kg, stopnia startowego 1148 kg, a głowicy odłamkowo-burzącej 100 kg.
System może zwalczać cele w odległości do 50 km (31 mil morskich) i na wysokości od 30 m do 23 000 m. Spotykane też są dane: zasięg 55,6 km lub 60 km oraz pułap do 22 500 m lub 22 860 m.